# 奥尔山 (巴伐利亚州)
47°43′40″N 11°48′13″E / 47.727773°N 11.803637°E

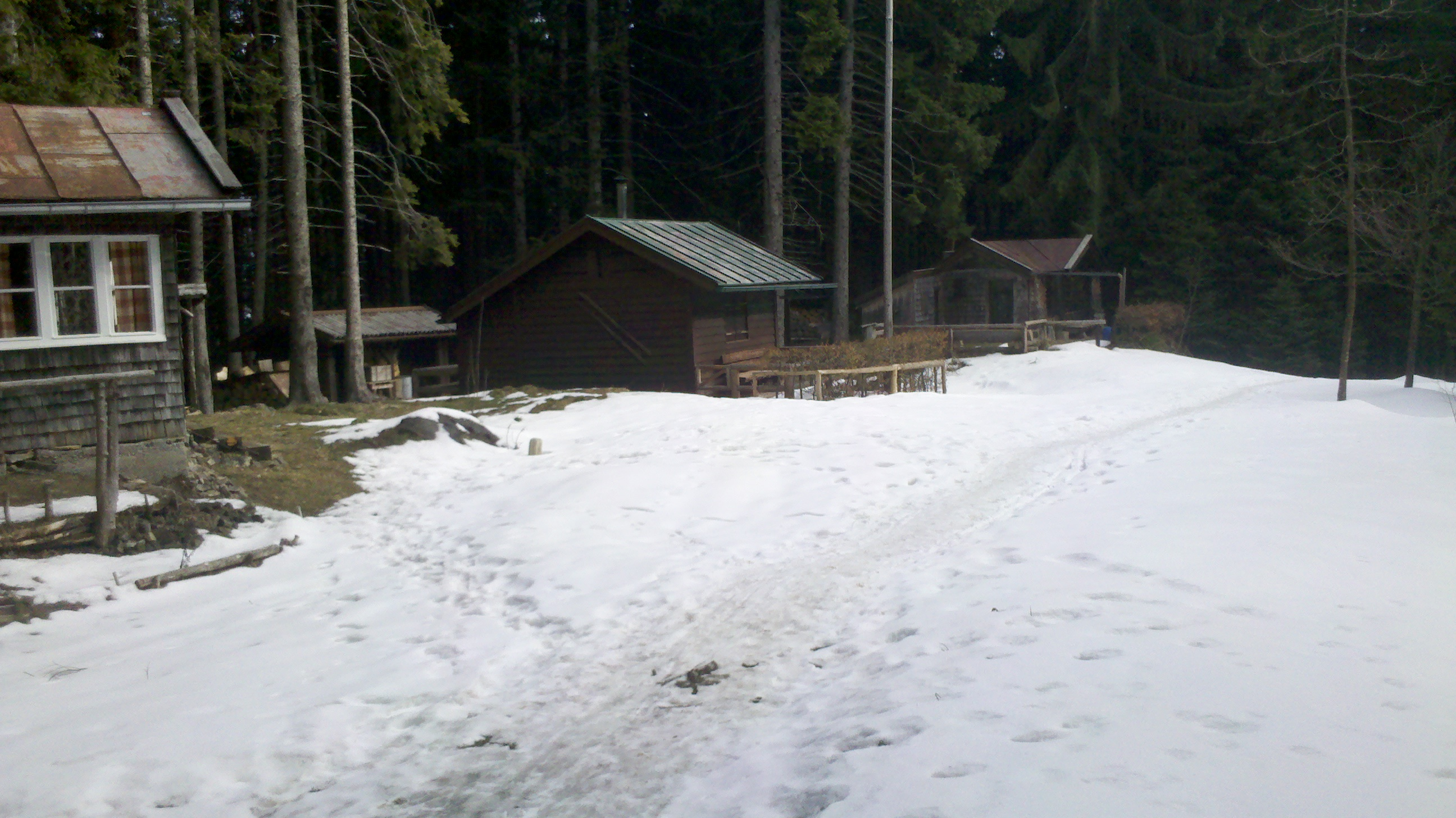

奧爾山（德語：Auer Berg），是德國的山峰，位於該國東南部，由巴伐利亞負責管轄，屬於巴伐利亞前阿爾卑斯山脈的一部分，距離金德拉爾姆施奈德山0.3公里，海拔高度1,252米，每年平均降雨量1,764毫米。